# Millettia
Millettia ist eine Pflanzengattung in der Unterfamilie der Schmetterlingsblütler (Faboideae) innerhalb der Familie der Hülsenfrüchtler (Fabaceae). Die etwa 100 Arten sind in der Paläotropis verbreitet.

## Beschreibung

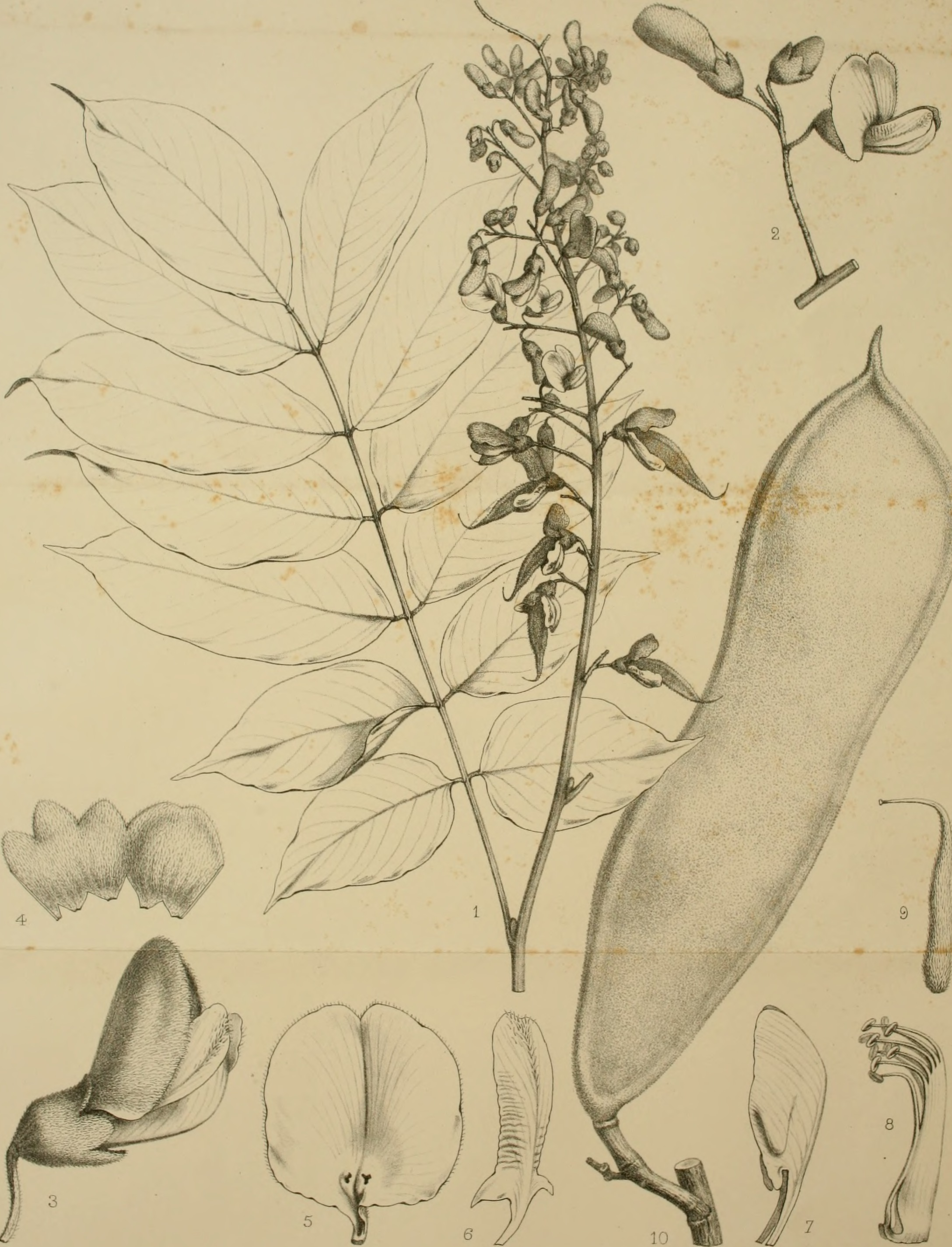
Illustration aus Bulletin de la Société royale de botanique de Belgique, 1866 von Millettia versicolor

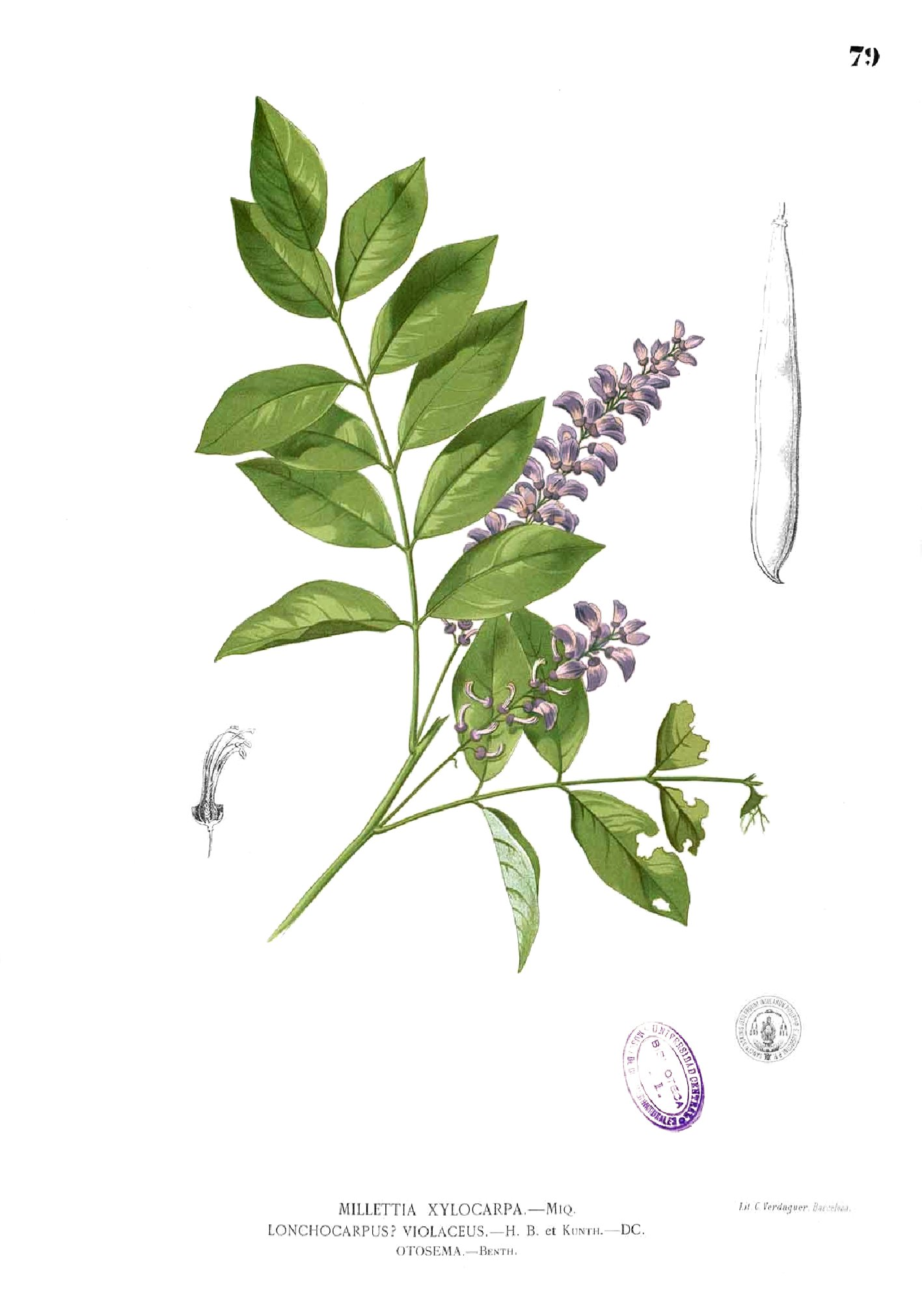
Illustration von Millettia xylocarpia aus Blanco

### Erscheinungsbild und Blätter
Millettia-Arten sind verholzende Pflanzen und wachsen je nach Art als Baum, Strauch oder Liane. Die wechselständig angeordneten Laubblätter sind unpaarig gefiedert und die Fiederblätter sind gegenständig oder selten fast wechselständig an der Blattrhachis angeordnet. Die Laubblätter besitzen einen Pulvinus. Es können Nebenblättchen der Fiederblätter vorhanden sein. Die Nebenblätter sind haltbar oder fallen früh ab.

### Blütenstände und Blüten
Die scheintraubigen Blütenstände sind meist scheinbar unverzweigt, aber bei Millettia ichthyochtona verzweigt. An den Blütenstandsachsen befinden sich an jedem Knoten zu Büschel reduzierte Verzweigungen, die jeweils zwei bis fünf Blüten enthalten. Es sind Trag- und Deckblätter vorhanden; sie fallen oft schon vor der Anthese ab.
Die zwittrigen Blüten sind zygomorph und fünfzählig mit doppelter Blütenhülle. Die fünf Kelchblätter sind verwachsen und der Kelch endet in fünf kurzen Kelchzähnen, von den die oberen zwei mehr oder weniger vollständig verwachsen sind. Die fünf Kronblätter sind blau oder weiß. Die Blütenkronen besitzen die typische Form der Schmetterlingsblüte. Die Fahne ist relativ groß und kann an ihrer Basis Schwielen besitzen. Die Flügel sind nicht mit dem Schiffchen verwachsen. Das Schiffchen ist nach innen gebogen und endet stumpf. In der Knospe ist manchmal ein Staubblatt frei und verbindet sich später mit den anderen neun verwachsenen Staubblättern. Die Staubbeutel sind alle gleich. Es ist ein röhrenförmiger Diskus um das Fruchtblatt herum vorhanden. Das einzige Fruchtblatt ist linealisch und meist sitzend oder selten gestielt. Der kahle Griffel ist gerade oder nach innen gekrümmt.

### Früchte und Samen
Die Hülsenfrüchte sind flach, manchmal zylindrisch oder sind nur über den Samen etwas verdickt. Es können an einer oder an beiden Nähten Kanten vorhanden sein. Reife Hülsenfrüchte öffnen sich langsam mit zwei Fruchtklappen und enthalten einen oder einige Samen. Die Samen sind kugelig oder linsenförmig. Der Samenstiel (Funikel) ist fleischig sowie oben angeschwollen und umhüllt das Hilum als kurzer ringähnlicher Arillus.

## Systematik und Verbreitung
Die Gattung Millettia wurde 1834 durch Robert Wight und George Arnott Walker Arnott in Prodromus Florae Peninsulae Indiae Orientalis, Volume 1, S. 263–264 aufgestellt. Der botanische Gattungsname Millettia ehrt Charles Millett ; er war ein Pflanzensammler und Beauftragter der East India Company und sammelte viele Herbarbelege von unbestimmten Millettia-Exemplaren als er in Canton und Macao war. Synonyme für Millettia Wight & Arn. sind: Neodunnia R.Vig., Berrebera Hochst., Galedupa Lam., Otosema Benth., Lonchocarpus sect. Caudaria Dunn. Der Umfang (90 bis 200 Arten) der Gattung Millettia wird kontrovers diskutiert.
Die Gattung Millettia gehört zur Tribus Millettieae in der Unterfamilie Faboideae innerhalb der Familie der Fabaceae.
Die Gattung Millettia ist im subtropischen sowie tropischen Afrika, Madagaskar und Asien verbreitet. Etwa 90 Arten kommen im tropischen Afrika vor. Acht Arten sind in Madagaskar beheimatet. In China kommen etwa 18 Arten vor, davon sechs nur dort. Vorkommen in Australien werden nur von wenigen Autoren angegeben. Millettia-Arten gedeihen im tropischen Regenwald und vom saisonal trockenen Tiefland bis zum Hochlandwald sowie an Waldrändern, in Waldländern, im Dickicht, im baumbestandenen Grasland und Sekundär-Vegetationstypen.
In der Gattung Millettia gibt es etwa 100 Arten:

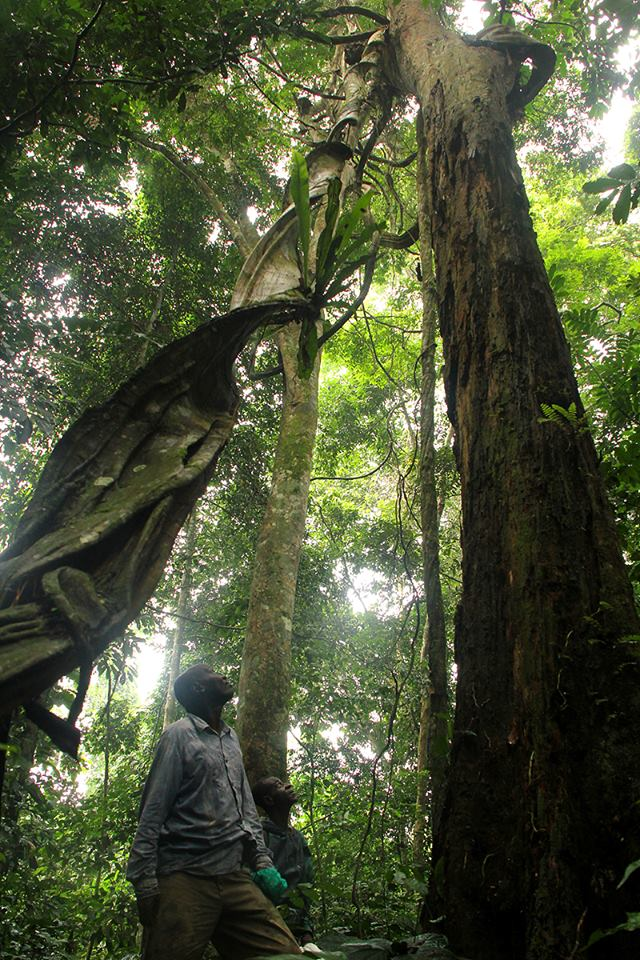
Habitus von Millettia duchesnei

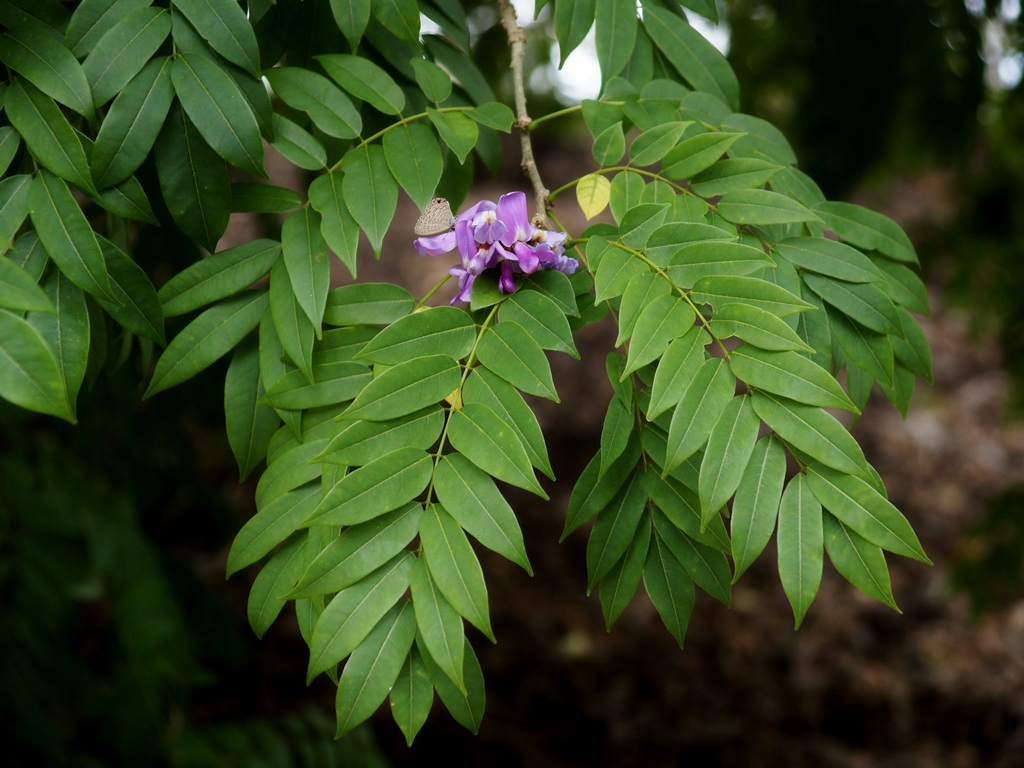
Millettia dura

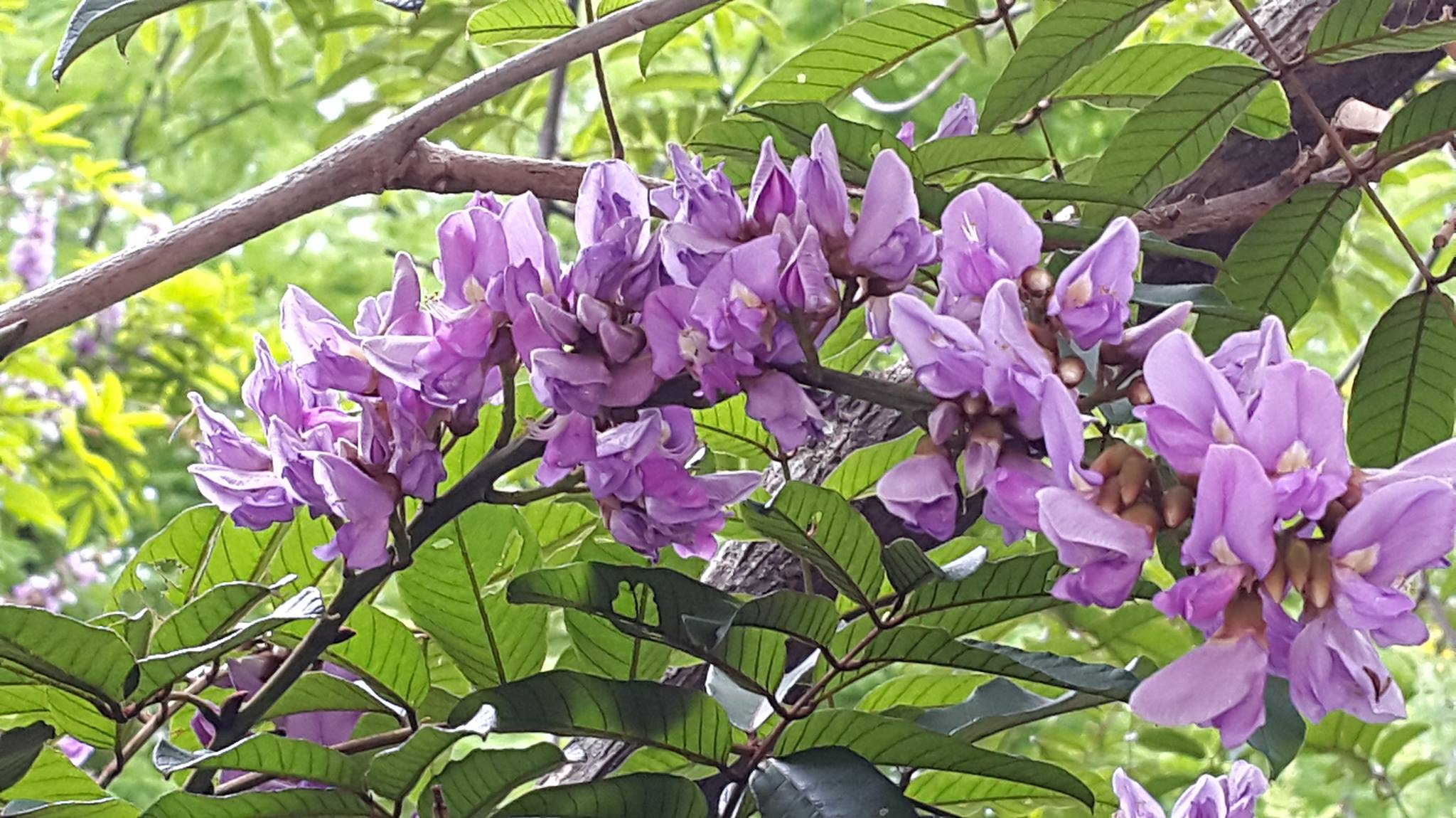
Blütenstand von Millettia grandis

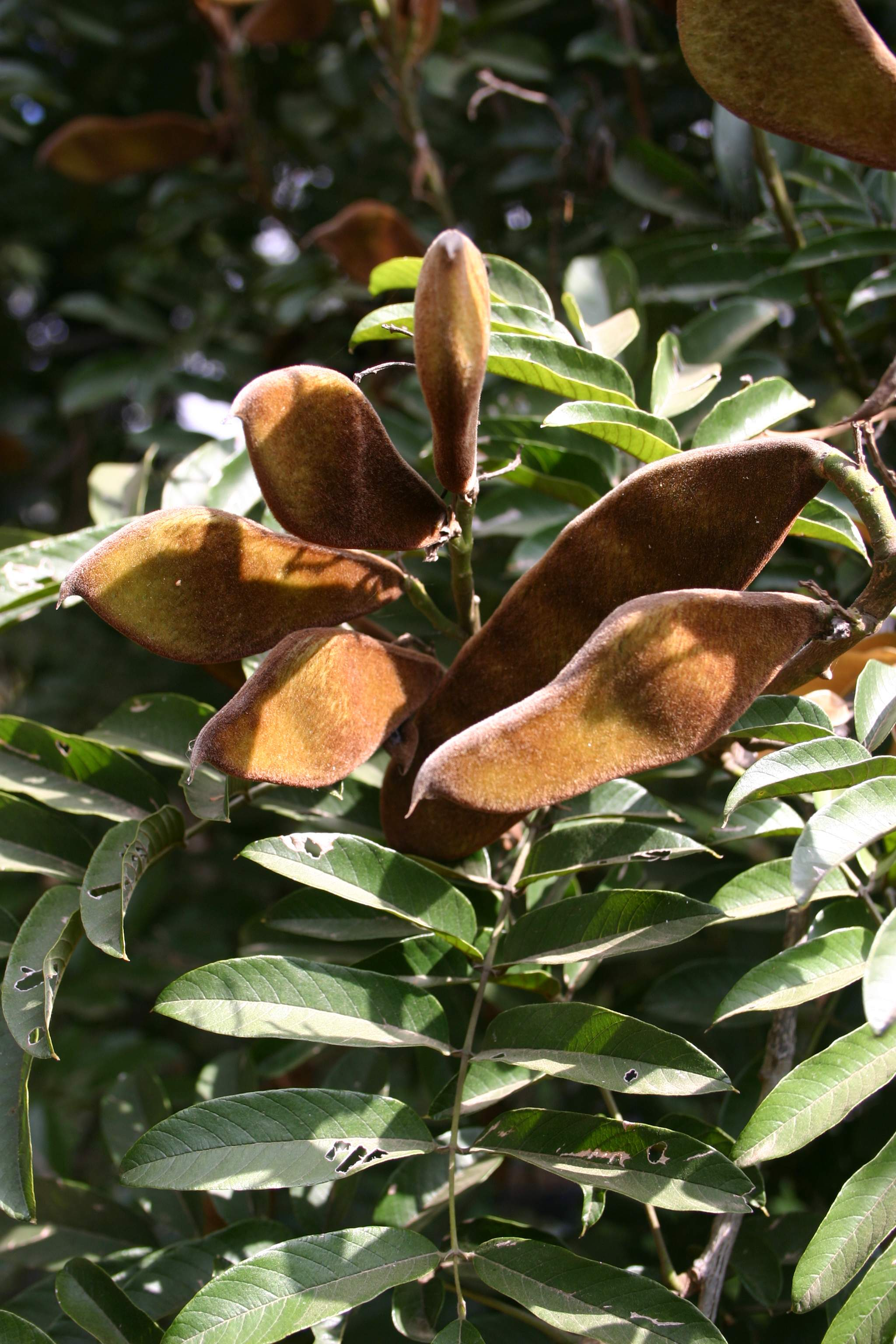
Gefiederte Laubblätter und Hülsenfrüchte von Millettia grandis

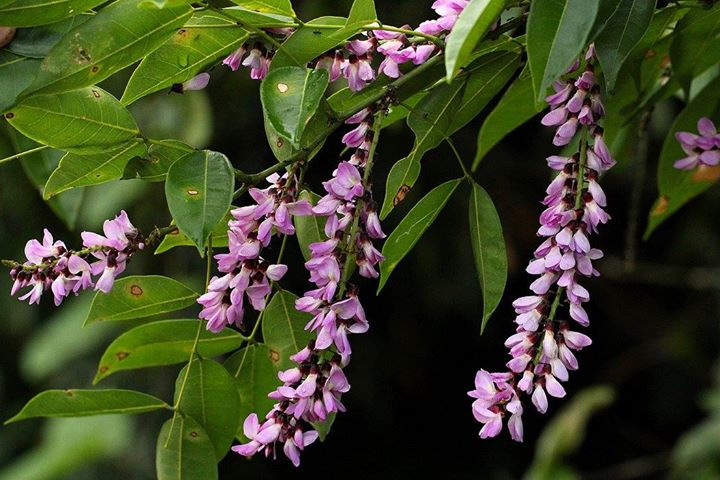
Blütenstände von Millettia griffoniana

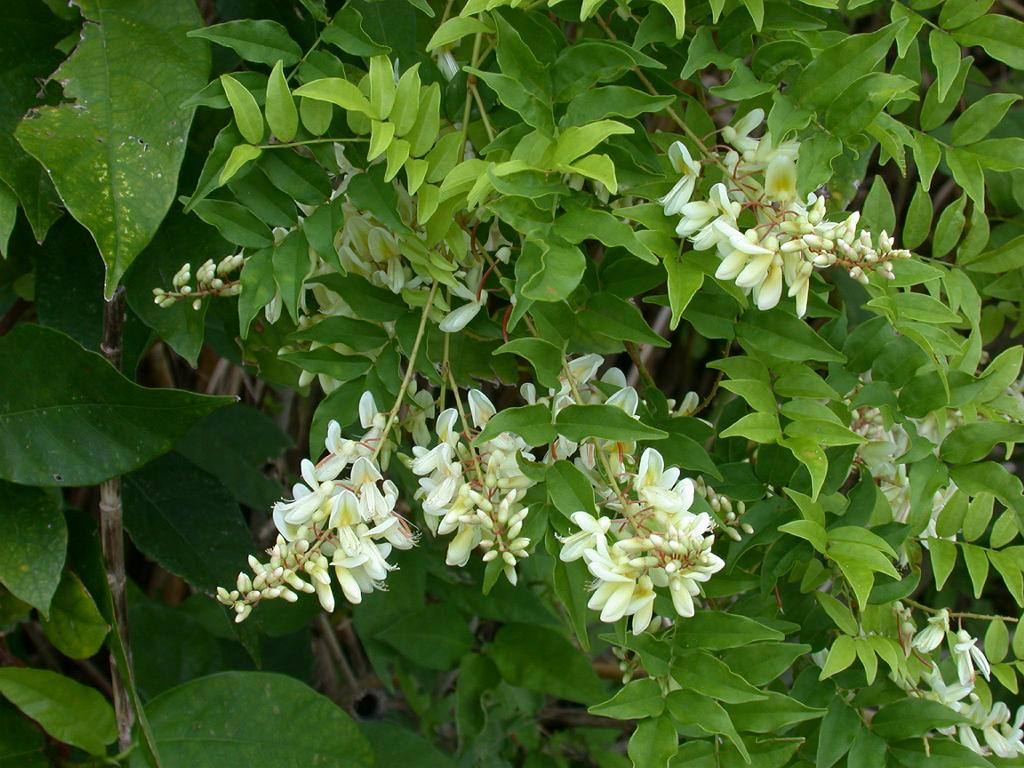
Blütenstände von Millettia japonica

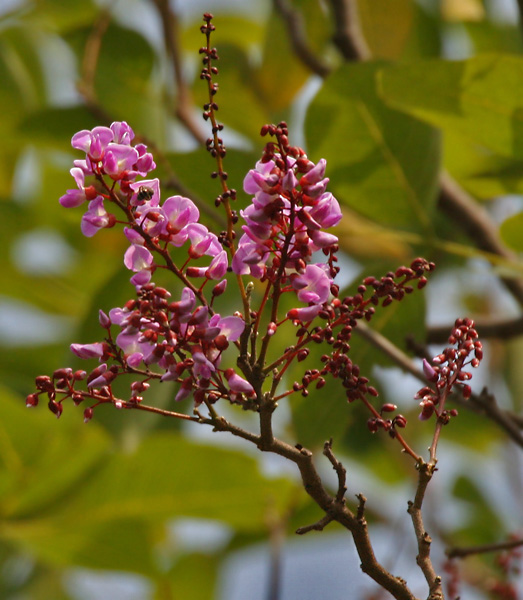
Blütenstände von Millettia peguensis

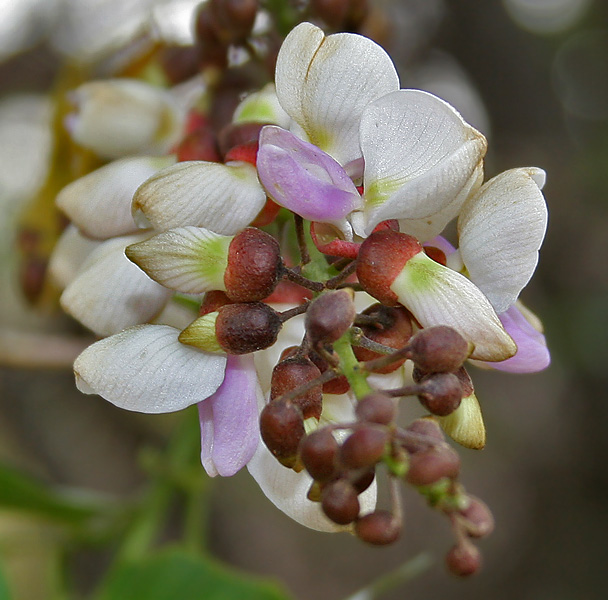
Millettia pinnata

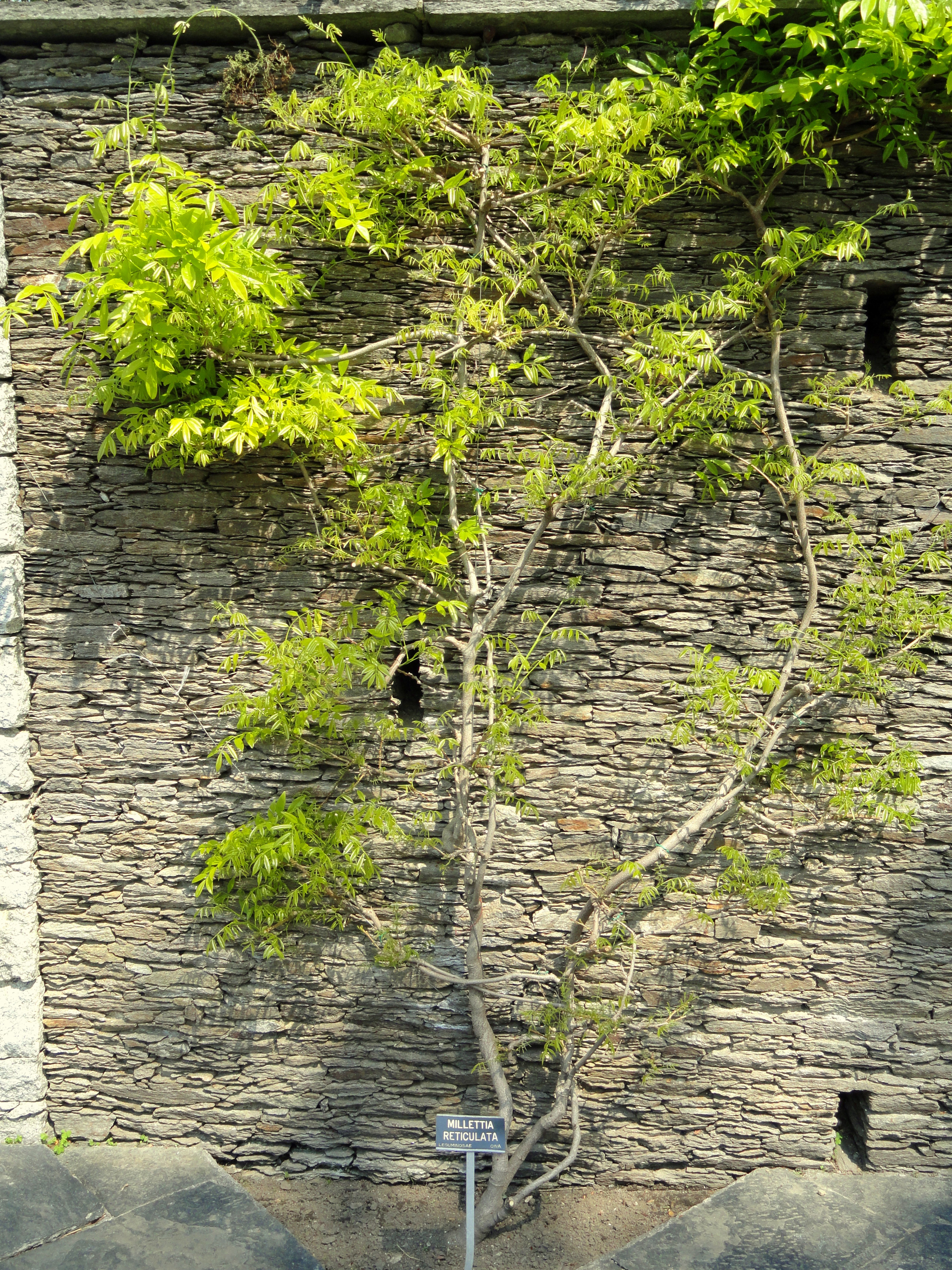
Habitus von Millettia reticulata

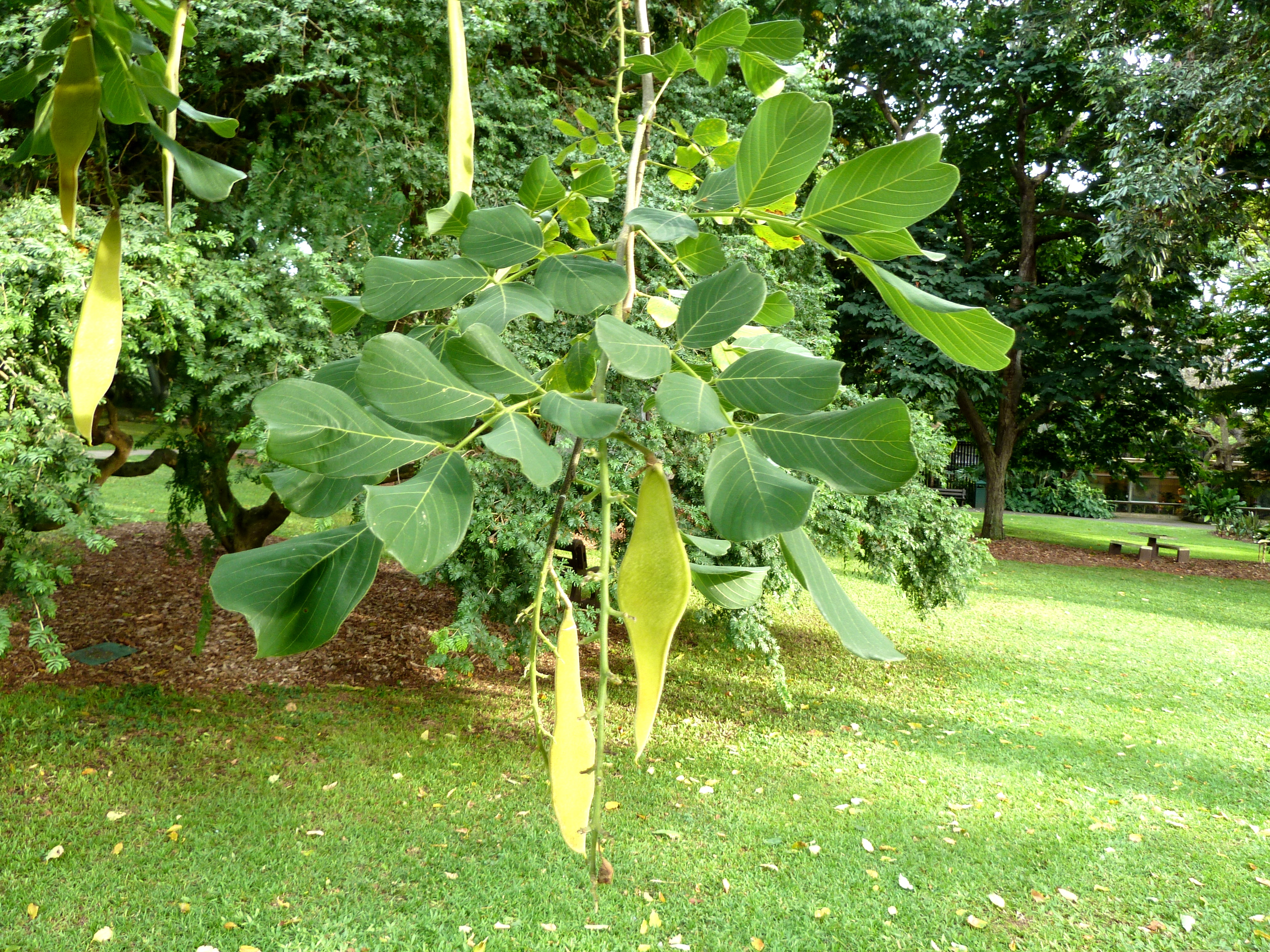
Gefiederte Laubblätter und Hülsenfrüchte von Millettia stuhlmannii

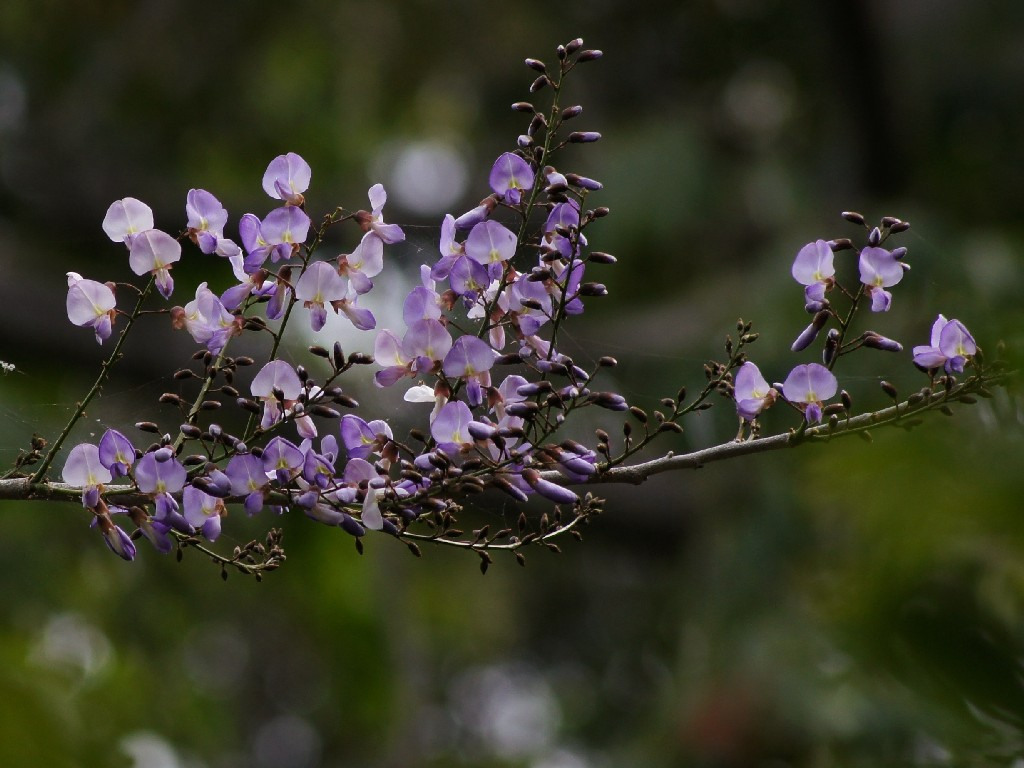
Blütenstände von Millettia thonningii

- Millettia aboensis (Hook. f.) Baker: Sie kommt in Kamerun, Nigeria und Äquatorialguinea vor.[9]
- Millettia achtenii De Wild.: Sie kommt nur in der Demokratischen Republik Kongo vor.[9]
- Millettia acuticarinata Baker f.: Sie kommt nur in Angola vor.[9]
- Millettia acutiflora Gagnep.: Sie kommt in Thailand vor.[9]
- Millettia ahernii Merr. & Rolfe: Sie kommt auf den Philippinen vor.[9]
- Millettia angustidentata De Wild.: Sie kommt in Tansania und in der Demokratischen Republik Kongo vor.[9]
- Millettia angustistipellata De Wild.: Sie kommt nur in der Demokratischen Republik Kongo vor.[9]
- Millettia aromatica Dunn: Sie kommt nur in Angola vor.[9]
- Millettia aurea (R.Vig.) Du Puy & Labat: Sie kommt nur in Madagaskar in den Provinzen Mahajanga sowie Toliara vor.[10]
- Millettia austroyunnanensis Y.Y.Qian: Dieser Endemit gedeiht in lichten Waldländern in Höhenlagen von etwa 2000 Metern nur im südlichen Yunnan.[1]
- Millettia barteri (Benth.) Dunn: Sie kommt vom tropischen Westafrika bis zum Sudan und Angola vor.[9]
- Millettia bassacensis Gagnep.: Sie kommt nur in Laos vor.[9]
- Millettia bequaertii De Wild.: Sie kommt nur in der Demokratischen Republik Kongo vor.[9]
- Millettia bibracteolata Pellegr.: Sie kommt nur in Gabun vor.[9]
- Millettia bicolor Dunn: Sie kommt in der Republik Kongo vor.[9]
- Millettia bipindensis Harms: Sie kommt in Kamerun, Gabun und in der Demokratischen Republik Kongo vor.[9]
- Millettia boniana Gagnep.: Sie kommt in Vietnam vor.[9]
- Millettia borneensis Adema: Sie kommt in Indonesien, Thailand, Malaysia und Singapur vor.[9]
- Millettia brachycarpa Merr.: Sie kommt auf den Philippinen vor.[9]
- Millettia brandisiana Kurz: Sie kommt in Thailand und in Myanmar vor.[9]
- Millettia bussei Harms: Sie kommt in Mosambik und Tansania vor.[9]
- Millettia buteoides Gagnep.: Sie kommt in Thailand und Laos vor.[9]
- Millettia cabrae De Wild.: Sie kommt nur in der Demokratischen Republik Kongo vor.[9]
- Millettia caerulea Baker: Sie kommt in Thailand und in Myanmar vor.[9]
- Millettia capuronii Du Puy & Labat: Sie kommt in Madagaskar in den Provinzen Antsiranana, Fianarantsoa sowie Toliara vor.[10]
- Millettia caudata (Benth.) Baker: Sie kommt in Indien, Bangladesch und Myanmar vor.[9]
- Millettia chrysamaryssa Adema: Sie kommt in Malaysia vor.[9]
- Millettia chrysophylla Dunn: Sie kommt in der Elfenbeinküste, in Kamerun, Gabun, Ghana, Guinea, Liberia, Nigeria, Togo und Sierra Leone vor.[9]
- Millettia comosa (Micheli) Hauman: Sie kommt in Kamerun, in der Demokratischen Republik Kongo und Angola vor.[9]
- Millettia conraui Harms: Sie kommt in Kamerun und Nigeria vor.[9]
- Millettia coruscans Dunn: Sie kommt in Kamerun und Äquatorialguinea vor.[9]
- Millettia cubittii Dunn: Sie kommt in Myanmar, Vietnam und im südlichen Yunnan vor.[1]
- Millettia decipiens Prain: Sie kommt auf der Malaiischen Halbinsel vor.[9]
- Millettia dinklagei Harms: Sie kommt in Liberia, Sierra Leone, Kamerun und Nigeria vor.[9]
- Millettia diptera Gagnep.: Sie kommt in Vietnam vor.[9]
- Millettia discolor De Wild.: Sie kommt nur in der Demokratischen Republik Kongo vor.[9]
- Millettia drastica Baker: Sie kommt in Kamerun, Gabun, Äquatorialguinea, Nigeria, in der Demokratischen Republik Kongo, Angola und im Sudan vor.[9]
- Millettia dubia De Wild.: Sie kommt nur in der Demokratischen Republik Kongo vor.[9]
- Millettia duchesnei De Wild.: Sie kommt in Kamerun und in der Demokratischen Republik Kongo vor.[9]
- Millettia dura Dunn: Sie kommt in Tansania, Kenia, Uganda, in der Demokratischen Republik Kongo, Ruanda, Burundi, Südafrika, Mauritius, Indien und Sri Lanka vor. vor.[9]
- Millettia eberhardtii Gagnep.: Sie kommt in Vietnam vor.[9]
- Millettia eetveldeana (Micheli) Hauman: Sie kommt in Angola, Sambia, in der Demokratischen Republik Kongo, in der Republik Kongo, Mosambik, Tansania und Uganda vor.[9]
- Millettia elongatistyla J.B.Gillett: Sie kommt in Tansania vor.[9]
- Millettia elskensii De Wild.: Sie kommt nur in der Demokratischen Republik Kongo vor.[9]
- Millettia entadoides Z.Wei: Dieser Endemit gedeiht an Hängen in Höhenlagen von 1500 bis 2600 Metern nur im südwestlichen Yunnan.[1]
- Millettia eriocarpa Dunn: Sie kommt nur in Tansania vor.[9]
- Millettia erythrocalyx Gagnep.: Sie kommt in Thailand, Kambodscha, Laos und Yunnan vor.[1]
- Millettia eurybotrya Drake: Sie kommt in Laos, Vietnam und China vor.[9]
- Millettia exauriculata Hauman: Sie kommt in der Demokratischen Republik Kongo vor.[9]
- Millettia extensa (Benth.) Baker (Syn.: Millettia auriculata Baker, Millettia macrophylla Benth.): Sie kommt in Pakistan, Indien, Myanmar, Nepal, Sikkim, Bhutan, Vietnam, Thailand und Kambodscha vor.[9][2]
- Millettia fallax Craib: Sie kommt in Thailand vor.[9]
- Millettia ferruginea (Hochst.) Baker: Sie kommt nur in Äthiopien vor.[9]
- Millettia foliolosa Gagnep.: Sie kommt in Laos vor.[9]
- Millettia fordii Dunn: Sie kommt in Guangdong und in Guangxi vor.[9]
- Millettia fruticosa (DC.) Baker: Sie kommt in Indien, Nepal und Myanmar vor.[9]
- Millettia fulgens Dunn: Sie kommt in Gabun, in der Demokratischen Republik Kongo und Angola vor.[9]
- Millettia gagnepainiana Dunn: Sie kommt nur in Gabun vor.[9]
- Millettia galliflagrans Whitmore: Sie kommt auf der Malaiischen Halbinsel vor.[9]
- Millettia glabra Adema: Sie kommt in Indonesien vor.[9]
- Millettia glaucescens Kurz: Sie kommt in Indien, Nepal, Sikkim, Bhutan, Myanmar und Thailand vor.[9]
- Millettia goossensii (Hauman) Polhill: Sie kommt nur in der Demokratischen Republik Kongo vor.[9]
- Millettia gossweileri Baker f.: Sie kommt in Angola und in der Demokratischen Republik Kongo vor.[9]
- Millettia gracilis Baker: Sie kommt nur in Angola vor.[9]
- Millettia grandis (E.Mey.) Skeels: Sie kommt in Mosambik, Simbabwe, Malawi, Südafrika und Mauritius vor.[9]
- Millettia griffithii Dunn: Sie kommt in Myanmar und im südlichen Yunnan vor.[1]
- Millettia griffoniana Baill.: Sie kommt im tropischen Afrika vor.[9]
- Millettia harmandii Gagnep.: Sie kommt nur in Laos vor.[9]
- Millettia harmsiana De Wild.: Sie kommt in der Demokratischen Republik Kongo und in Äquatorialguinea vor.[9]
- Millettia hedraeantha Harms: Sie kommt nur in Kamerun vor.[9]
- Millettia hemsleyana Prain: Sie kommt in Malaysia und Thailand vor.[9]
- Millettia hitsika Du Puy & Labat: Sie kommt in Madagaskar vor.[9]
- Millettia hockii De Wild.: Sie kommt nur in der Demokratischen Republik Kongo vor.[9]
- Millettia hylobia Hauman: Sie kommt nur in der Demokratischen Republik Kongo vor.[9]
- Millettia hypolampra Harms: Sie kommt in Kamerun und in Nigeria vor.[9]
- Millettia ichthyochtona Drake: Sie kommt in Thailand, Vietnam und Yunnan vor.[1]
- Millettia impressa Harms: Sie kommt in Angola, Mosambik, Tansania, in der Demokratischen Republik Kongo und in der Republik Kongo vor.[9]
- Millettia irvinei Hutch. & Dalziel: Sie kommt in Ghana vor.[9]
- Millettia japonica (Siebold & Zucc.) A.Gray (Syn.: Wisteria japonica Siebold & Zucc.): Sie kommt in Japan und auf den Ryūkyū-Inseln vor.[9]
- Millettia kangensis Craib: Sie kommt in Thailand vor.[9]
- Millettia kityana Craib: Sie kommt in Thailand vor.[9]
- Millettia klainei Dunn: Sie kommt in Gabun vor.[9]
- Millettia lacus-alberti J.B.Gillett: Sie kommt in Uganda und in der Demokratischen Republik Kongo vor.[9]
- Millettia lane-poolei Dunn: Sie kommt in Sierre Leone, Elfenbeinküste und Liberia vor.[9]
- Millettia lantsangensis Z.Wei: Dieser Endemit gedeiht in Gebüschen an Hängen in Höhenlagen von 1200 bis 1600 Metern nur im südwestlichen Yunnan.[1]
- Millettia laotica Gagnep.: Sie kommt in Laos vor.[9]
- Millettia lasiantha Dunn: Sie kommt in Kenia, Tansania, Malawi und Mosambik vor.[9]
- Millettia lastoursvillensis Pellegr.: Sie kommt in Gabun vor.[9]
- Millettia latifolia Dunn: Sie kommt in Thailand und in Vietnam vor.[9]
- Wenge (Millettia laurentii De Wild.): Sie kommt in Kamerun, Gabun, in der Demokratischen Republik Kongo, Ruanda und Äquatorialguinea vor.[9]
- Millettia le-testui Pellegr.: Sie kommt in Angola, Gabun und in der Demokratischen Republik Kongo vor.[9]
- Millettia lebrunii Hauman: Sie kommt nur in der Demokratischen Republik Kongo vor.[9]
- Millettia lecomtei Dunn: Sie kommt in Gabun vor.[9]
- Millettia lenneoides Vatke (Syn.: Millettia grandidieri Baill., Millettia polyphylla Dunn): Sie kommt in Madagaskar in den Provinzen Antsiranana, Mahajanga sowie Toliara vor.[10]
- Millettia leonensis Hepper: Sie kommt in Sierra Leone vor.[9]
- Millettia leptobotrya Dunn: Sie kommt in Laos, Vietnam und im südlichen Yunnan vor.[1]
- Millettia leucantha Kurz: Sie kommt in Thailand, Myanmar, Laos und im südlichen Yunnan vor.[1]
- Millettia liberica Jongkind: Sie wurde 2003 erstbeschrieben und kommt in der Elfenbeinküste, Sierre Leone und Liberia vor.
- Millettia limbutuensis De Wild.: Sie kommt nur in der Demokratischen Republik Kongo vor.[9]
- Millettia longipes Perkins: Sie kommt auf den Philippinen vor.[9]
- Millettia lucens (Scott-Elliot) Dunn: Sie kommt in Liberia und in Sierra Leone vor.[9]
- Millettia lucida Gagnep.: Sie kommt in Laos vor.[9]
- Millettia macrophylla Benth.: Sie kommt in Kamerun, Nigeria, in der Republik Kongo und in Äquatorialguinea vor.[9]
- Millettia macrostachya Collett & Hemsl.: Sie kommt in Thailand, Myanmar und Yunnan vor.[1]
- Millettia macroura Harms: Sie kommt in der Demokratischen Republik Kongo und in der Republik Kongo vor.[9]
- Millettia makondensis Harms: Sie kommt in Mosambik und in Tansania vor.[9]
- Millettia mannii Baker: Sie kommt in Kamerun und in Gabun vor.[9]
- Millettia mavangensis Pellegr.: Sie kommt in Gabun vor.[9]
- Millettia mavoundiensis Pellegr.: Sie kommt in Gabun vor.[9]
- Millettia merrillii Perkins: Sie kommt auf den Philippinen vor.[9]
- Millettia micans Taub.: Sie kommt nur in Tansania vor.[9]
- Millettia mildbraedii Harms: Sie kommt nur in Äquatorialguinea vor.[9]
- Millettia mossambicensis J.B.Gillett: Sie kommt nur in Mosambik vor.[9]
- Millettia nana Gagnep.: Sie kommt nur in Kambodscha vor.[9]
- Millettia nathaliae Du Puy & Labat: Sie kommt in Madagaskar nur in der Provinz Antsiranana vor.[10]
- Millettia nepalensis R.Parker: Dieser Endemit kommt nur in Nepal vor.[9]
- Millettia nigrescens Gagnep.: Sie kommt nur in Laos vor.[9]
- Millettia nudiflora Baker: Sie kommt nur in Angola vor.[9]
- Millettia nutans Sousa: Sie kommt nur in Angola vor.[9]
- Millettia nyangensis Pellegr.: Sie kommt nur in Gabun vor.[9]
- Millettia oblata Dunn: Sie kommt in Kenia, Tansania und Sambia vor.[9]
- Millettia occidentalis Ducke: Sie kommt in Brasilien vor.[9]
- Millettia oraria Dunn: Sie gedeiht im Dickicht in Höhenlagen von 300 bis 800 Metern in den chinesischen Provinzen Guangdong sowie südlichen Guangxi.[1]
- Millettia orientalis Du Puy & Labat: Sie kommt in Madagaskar in den Provinzen Toamasina sowie Toliara vor.[10]
- Millettia oyemensis Pellegr.: Sie kommt nur in Gabun vor.[9]
- Millettia pachycarpa Benth. (Syn.: Millettia dunnii Merrill, Millettia fooningensis Hu, Millettia taiwaniana (Hayata) Hayata): Sie ist von Indien, Bangladesch, Nepal, Bhutan, Myanmar, Laos, Thailand über China bis Vietnam verbreitet.[1]
- Millettia pachyloba Drake: Sie kommt in Vietnam und in den chinesischen Provinzen Guangdong, Guangxi, südwestliches Guizhou, Hainan, Yunnan sowie südwestliches Hunan vor.[1]
- Millettia pallens Stapf: Sie kommt in Guinea, Elfenbeinküste, Liberia und Sierre Leone vor.[9]
- Millettia paucijuga Harms: Sie kommt nur in Tansania vor.[9]
- Millettia peguensis Ali (Syn.: Millettia ovalifolia Kurz): Sie kommt in Pakistan, Indien, Bangladesch, Myanmar, Kambodscha, Thailand, Vietnam und auf Mauritius vor.[9][2]
- Millettia penduliformis Gagnep.: Sie kommt in Laos und in Vietnam vor.[9]
- Millettia penicillata Gagnep.: Sie kommt in Vietnam vor.[9]
- Millettia pierrei Gagnep.: Sie kommt nur in Kambodscha vor.[9]
- Millettia pilosa Hutch. & Dalziel: Sie kommt nur in Nigeria vor.[9]
- Millettia pinnata (L.) Panigrahi (Syn.: Pongamia pinnata (L.) Merrill, Pongamia mitis Kurz)[1]: Sie kommt vom tropischen und subtropischen Asien bis Australien und zu den Inseln des westlichen Pazifik ursprünglich vor. In Afrika ist sie ein Neophyt.[1][9]
- Millettia piscidia (Roxb.) Wight: Sie kommt in Indien, Sikkim, Bangladesch, Myanmar und Thailand vor.[9]
- Millettia platyphylla Dunn: Sie kommt auf den Philippinen vor.[9]
- Millettia podocarpa Dunn: Sie kommt in Myanmar vor.[9]
- Millettia principis Gagnep.: Sie kommt in Laos und Vietnam vor.[9]
- Millettia pseudoracemosa Thoth. & S.Ravik.: Sie kommt in Indien vor.[9]
- Millettia psilopetala Harms: Sie kommt in Uganda und in der Demokratischen Republik Kongo vor.[9]
- Millettia pterocarpa Dunn: Sie kommt in Malaysia vor.[9]
- Millettia pubinervis Kurz: Sie kommt in Thailand, Myanmar, Kambodscha, Laos, Vietnam und Yunnan vor.[1]
- Millettia puerarioides Prain: Sie kommt in Indien und in Myanmar vor.[9]
- Millettia puguensis J.B.Gillett: Sie kommt nur in Tansania vor.[9]
- Millettia pulchra Kurz: Sie ist in Indien, Myanmar, Laos, Vietnam, südlichen Taiwan und in den chinesischen Provinzen Fujian, Guangdong, Guangxi, Guizhou, Hunan, Jiangxi, Yunnan sowie Hainan verbreitet. Es gibt viele Varietäten.[1]
- Millettia rhodantha Baill.: Sie kommt in Ghana, Elfenbeinküste, Guinea und Sierra Leone vor.[9]
- Millettia richardiana (Baill.) Du Puy & Labat (Syn.: Millettia baronii Drake): Sie kommt in Madagaskar in den Provinzen Antsiranana, Mahajanga sowie Toliara vor.[10]
- Millettia rigens (Craib) Niyomdham: Sie kommt in Thailand vor.[9]
- Millettia rubiginosa Wight & Arn.: Sie kommt in Indien vor.[9]
- Millettia sacleuxii Dunn: Sie kommt nur in Tansania vor.[9]
- Millettia sanagana Harms: Sie kommt in Guinea, Kamerun, Liberia, Sierra Leone und in Äquatorialguinea vor.[9]
- Millettia sapindifolia T.C.Chen: Sie gedeiht im Dickicht an Hängen in Höhenlagen von 1100 bis 1200 Metern in den chinesischen Provinzen Guangxi sowie Guizhou.[1]
- Millettia sapinii De Wild.: Sie kommt in Angola und in der Demokratischen Republik Kongo vor.[9]
- Millettia schliebenii Harms: Sie kommt nur in Tansania vor.[9]
- Millettia semseii J.B.Gillett: Sie kommt nur in Tansania vor.[9]
- Millettia sericantha Harms: Sie kommt nur in Tansania vor.[9]
- Millettia sericea Benth.: Sie kommt in Thailand, Myanmar, Vietnam, Malaysia und Indonesien vor.[9]
- Millettia setigera Dunn: Sie kommt in Vietnam vor.[9]
- Millettia solomonensis Verdc.: Dieser Endemit kommt nur auf den Salomonen vor.[9]
- Millettia soyauxii Dunn: Sie kommt in Gabun vor.[9]
- Millettia spireana Gagnep.: Sie kommt in Thailand und in Laos vor.[9]
- Millettia splendens Wight & Arn.: Sie kommt in Indien vor.[9]
- Millettia stenopetala Hauman: Sie kommt nur in der Demokratischen Republik Kongo vor.[9]
- Millettia stipellatissima Hauman: Sie kommt nur in der Demokratischen Republik Kongovor.[9]
- Millettia stipulata Dunn: Sie kommt auf den Philippinen vor.[9]
- Millettia stuhlmannii Taub.: Sie kommt in Tansania, Mosambik, Simbabwe und in Südafrika vor.[9]
- Millettia subpalmata Dunn: Sie kommt in Myanmar vor.[9]
- Millettia takou Lorougnon: Sie kommt nur in der Elfenbeinküste vor.[9]
- Millettia tanaensis J.B.Gillett: Sie kommt in Kenia vor.[9]
- Millettia taolanaroensis Du Puy & Labat: Sie kommt in Madagaskar nur in der Provinz Toliara vor.[10]
- Millettia tenuipes Merr.: Sie kommt auf den Philippinen vor.[9]
- Millettia tetraptera Kurz: Sie kommt in Indien, Myanmar und Yunnan vor.[1]
- Millettia theuszii (Buttner) De Wild.: Sie kommt in Angola, Gabun und in der Demokratischen Republik Kongo vor.[9]
- Millettia thollonii Dunn: Sie kommt nur in der Republik Kongo vor.[9]
- Millettia thonneri De Wild.: Sie kommt nur in der Demokratischen Republik Kongo vor.[9]
- Millettia thonningii (Schum. & Thonn.) Baker: Sie kommt im tropischen Afrika und in Indien vor.[9]
- Millettia trifoliata Dunn: Sie kommt in Myanmar vor.[9]
- Millettia urophylloides De Wild.: Sie kommt in der Demokratischen Republik Kongo und in der Republik Kongo vor.[9]
- Millettia usaramensis Taub.: Sie kommt in Somalia, Kenia, Tansania, Mosambik, Simbabwe und Malawi vor.[9]
- Millettia utilis Dunn: Sie kommt in Myanmar vor.[9]
- Millettia vankerckhovenii De Wild.: Sie kommt in der Demokratischen Republik Kongo vor.[9]
- Millettia velutina Dunn: Sie gedeiht im Dickicht, in Waldländern und in immergrünen Lorbeerwäldern in Höhenlagen von 500 bis 1900 Metern in den chinesischen Provinzen nördliches Guangdong, nördliches Guangxi, südliches Guizhou, südliches Hunan, südwestliches Sichuan sowie Yunnan.[1]
- Millettia velvetina Adema: Sie kommt nur in Papua-Neuguinea vor.[9]
- Millettia venusta Craib: Sie kommt in Thailand vor.[9]
- Millettia verruculosa Gagnep.: Sie kommt nur in Laos vor.[9]
- Millettia versicolor Baker: Sie kommt in Kamerun, Gabun, Zaire, Angola und in der Republik Kongo vor.[9]
- Millettia warneckei Harms: Sie kommt in Liberia, Ghana, Guinea, Sierra Leone und Togo vor.[9]
- Millettia wellensii De Wild.: Sie kommt in der Demokratischen Republik Kongo und in der Zentralafrikanischen Republik vor.[9]
- Millettia wrightiana Prain: Sie kommt in Myanmar vor.[9]
- Millettia xylocarpia Miq.: Dieser Endemit kommt nur auf Java vor.[9]
- Millettia zechiana Harms: Sie kommt in der Elfenbeinküste, in Guinea, Sierra Leone, Liberia, Ghana, Togo, Nigeria und Kamerun vor.[9]

Nicht mehr zur Gattung Millettia gehören die Arten, die in die Gattung Philenoptera Hochst. ex A.Rich. eingeordnet sind. Auch zur Gattung Callerya wurden Arten gestellt.

## Nutzung
In China werden viele Millettia-Arten als Heilpflanze, Insektizid oder Fischgift genutzt. Wenige Arten werden als Zierpflanzen verwendet. Das Holz von Millettia stuhlmannii und Millettia laurentii wird vielseitig verarbeitet (siehe dort).

## Weiterführende Literatur
- J.-M. Hu, M. Lavin, M. F. Wojciechowski, M. J. Sanderson: Phylogenetic systematics of the tribe Millettieae (Leguminosae) based on chloroplast trnK/matK sequences and its implications for evolutionary patterns in Papilionoideae. In: American Journal of Botany, Volume 87, 2000, S. 418–430.
- J.-M. Hu, M. Lavin, M. F. Wojciechowski, M. J. Sanderson: Phylogenetic analysis of nuclear ribosomal ITS/5.85 sequences in the tribe Millettieae (Fabaceae): Poecilanthe-Cyclolobium, the core Millettieae, and the Callerya group. In: Syst. Bot., Volume 27, 2002, S. 722–733.
- Umberto Quattrocchi: CRC World Dictionary of Medicinal and Poisonous Plants: Common Names, Scientific Names, Eponyms, Synonyms, and Etymology. CRC Press, 2012, ISBN 978-1-4200-8044-5, S. 2510 ff. (Millettia in der Google-Buchsuche).
- Robert Hegnauer: Chemotaxonomie der Pflanzen. Band XIB-2. Springer, 2001, S. 169–203 (Tephrosieae statt Millettieae in der Google-Buchsuche).

- Karte mit allen verlinkten Seiten:
- OSM |
- WikiMap